# Montesa Microscooter
La Montesa Microscooter fou un model d'escúter fabricat per Montesa entre 1963 i 1973. No era un producte original de la firma catalana, sinó que es tractava d'una adaptació per al mercat espanyol del Mini-Scooter de la casa italiana Laverda, fabricat sota llicència. És per aquest motiu que fou l'única Montesa que es produí amb motor de quatre temps, si més no fins que l'empresa fou absorbida per Honda el 1986.
El motor Laverda original (monocilíndric refrigerat per aire, de 50 cc), fou apujat per Montesa a 59 cc per tal d'evitar la legislació estatal sobre ciclomotors, que l'hagués obligat a incorporar-hi pedals. Altres característiques del Microscooter eren el canvi de tres velocitats al puny, la suspensió oscil·lant i els clàssics frens de tambor.

## Història
L'interès de Montesa pel sector dels escúters començà ja durant la dècada de 1950. Després de l'intent no reeixit de la Fura (1958), Pere Permanyer decidí de fabricar-ne un de 50 cc i amb motor de quatre temps, ja que aleshores no n'hi havia cap d'aquestes característiques al mercat estatal. Com que desenvolupar el projecte del no res en poc temps era inviable, Permanyer arribà a un acord amb Laverda i n'obtingué la llicencia per a produir a Esplugues de Llobregat el seu Mini-Scooter, un model llançat el 1959 que reunia els requisits desitjats. Coincidí aleshores, però, el canvi en la legislació espanyola sobre ciclomotors que hi feia obligatori l'ús de pedals, cosa que espatllà la idea inicial. La solució fou apujar-ne la cilindrada a 60 cc, per tal d'estalviar-se uns poc pràctics pedals (element, a més, del tot sobrer i molest en un escúter).
Atès que a l'època estava totalment prohibit importar peces, Montesa va fer una forta inversió en maquinària per a estampar la xapa del xassís i per a mecanitzar el motor, amb la qual cosa el cost final del producte era massa elevat per a un vehicle de poca cilindrada. Això va fer que el seu èxit fos limitat i se'n fabriquessin només 1.580 unitats.

## Característiques
El Microscooter tenia un disseny modern per a l'època i en molts aspectes recordava la Vespa, sobretot en el frontal, el far, i el selló, el qual no era l'original de Laverda sinó una còpia del de la Vespa. En altres elements se'n diferenciava força, com ara en el disseny del parafang anterior i el dipòsit de benzina, el qual estava situat sobre la roda posterior i feia de suport del selló. Com a opció, equipava una roda de recanvi, situada de forma horitzontal darrere el selló.
Existia també una versió del Microscooter per a transport, equipada amb una caixa de tancament hermètic amb 25 kg de capacitat.

### Fitxa tècnica
| Montesa Microscooter | Montesa Microscooter        | Montesa Microscooter |
| -------------------- | --------------------------- | -------------------- |
| Id. Model            | 5M                          |                      |
| Núm. Sèrie           | 5M0001                      |                      |
| Anys                 | 1963 - 1973                 |                      |
| CC                   | 59,032                      |                      |
| Diàmetre x Carrera   | 40 x 47 mm                  |                      |
| Compressió           | 8:1                         |                      |
| CV                   | 3 a 6.000 rpm               |                      |
| Carburador           | Dell'Orto SHA14/12/2 12 mm  |                      |
| Canvi                | 3 velocitats                |                      |
| Embragatge           | De con simple en bany d'oli |                      |
| Encesa               | Motoplat E.18M0.110.13,5D   |                      |
| Suspensió davant     | Bieletes oscil·lants        |                      |
| Suspensió darrera    | Oscil·lant                  |                      |
| Pneumàtic davant     | 2,75 x 9                    |                      |
| Pneumàtic darrera    | 2,75 x 9                    |                      |
| Frens davant         | Tambor 105 mm               |                      |
| Frens darrera        | Tambor 105 mm               |                      |
| Pes en sec           | 63 kg                       |                      |
| Capacitat dipòsit    | 5 litres                    |                      |
| Velocitat màxima     | 65 km/h                     |                      |
| Consum               | 1,5 litres/100 km.          |                      |